# Wilkins Lecture
A Wilkins Lecture foi uma palestra organizada pela Royal Society de Londres sobre história da ciência, denominada em memória de John Wilkins, o primeiro secretário da sociedade. A última Wilkins lecture foi apresentada em 2003, sendo depois fundida com a Bernal Lecture e a Medawar Lecture ara formar a Wilkins-Bernal-Medawar Lecture.

## Lista de palestrantes
| Ano  | Nome                       | Lecture                                                                          | Notas |
| ---- | -------------------------- | -------------------------------------------------------------------------------- | ----- |
| 1948 | John David Griffith Davies | John Wilkins and the Royal Society.                                              | —     |
| 1949 | Edward Andrade             | Robert Hooke.                                                                    | —     |
| 1950 | Francis Cole               | The history of micro-dissection.                                                 | —     |
| 1952 | Harold Brewer Hartley      | Sir Humphry Davy, Bt, P.R.S.                                                     | —     |
| 1955 | Basil Schonland            | Benjamin Franklin, natural philosopher.                                          | —     |
| 1958 | Joseph Needham             | The missing link in horological history: a Chinese contribution.                 | —     |
| 1961 | Gavin Rylands de Beer      | The origins of Darwins ideas on evolution and natural selection.                 | —     |
| 1964 | Giorgio de Santillana      | Galileo today.                                                                   | —     |
| 1967 | Geoffrey Keynes            | Bacon, Harvey, and the originators of the Royal Society.                         | —     |
| 1970 | Reginald Victor Jones      | The plain story of James Watt.                                                   | —     |
| 1973 | Alfred Rupert Hall         | Newton and his editors.                                                          | —     |
| 1976 | Margaret Gowing            | Science, technology and education: England in 1870.                              | —     |
| 1979 | Gweneth Whitteridge        | On the local movement of animals.                                                | —     |
| 1982 | Sydney Smith               | One hundred years after Charles Darwin.                                          | —     |
| 1985 | William Thomas Stearn      | John Wilkins, John Ray and Carl Linnaeus.                                        | —     |
| 1988 | David Landes               | Brain and hand in the development of technology of time-measurement.             | —     |
| 1991 | Stephen Finney Mason       | Bishop John Wilkins FRS.                                                         | —     |
| 1994 | Allan Chapman              | Edmond Halley as a historian of science.                                         | —     |
| 1997 | Desmond King-Hele          | Erasmus Darwin, the Lunatiks and evolution.                                      | —     |
| 2000 | Roy Porter                 | Reflections on scientific and medical futurology since the time of John Wilkins. | —     |
| 2003 | Lisa Jardine               | Dr Wilkins's boy wonders.                                                        | —     |